# Johannes Kubsch
Johannes „Hansi“ Kubsch (* 7. Februar 1927; † 6. Juli 2006 in Hamburg) war ein deutscher Fußballspieler, der in der erstklassigen Fußball-Oberliga Nord von 1947 bis 1954 für die Vereine VfB Lübeck (30/7), Hamburger SV (3/0) und SC Concordia Hamburg (79/10) insgesamt 112 Ligaspiele mit 17 Toren absolviert hat. Für den Nordmeister der Saison 1949/50, den Hamburger SV, bestritt Kubsch am 28. Mai 1950 gegen Union Oberschöneweide (7:0) ein Endrundenspiel um die deutsche Fußballmeisterschaft.

## Laufbahn

### Oberliga Nord, 1947 bis 1954
In der Debütsaison der Oberliga Nord 1947/48 kam während der laufenden Runde der junge Halbstürmer im damaligen WM-System aus Dresden von der SG Cotta zum VfB Lübeck. Er absolvierte noch sieben Spiele für die Grün-Weißen von der Lohmühle, und der VfB belegte mit Leistungsträgern wie Albert Felgenhauer (Torhüter), Max Hoppe, Karl-Heinz Schröder, Kurt Kempf und Karl Wenzel den 7. Platz. In die Folgerunde 1948/49 gingen die Grün-Weißen mit dem neuen Trainer Otto Höxtermann und zwei weiteren Neuzugängen aus der Ostzone: Gerhard Ihns (Schwerin 03) und Eberhard Maurer (SG Cotta). Der Rundenstart glückte am 29. August 1948 mit einem 4:3-Heimerfolg gegen den Bremer SV, bei dem Kubsch auf Halblinks mitgewirkt hatte. Der erste große Höhepunkt war das Gastspiel am Hamburger Rothenbaum. Am 19. September 1948 zwangen die Lübecker dem Abonnementmeister ein 2:2-Remis ab. Es ist eines von überhaupt nur zwei Oberliga-Spielen gegen den HSV, das zwischen 1947 und 1963 nicht für den VfB Lübeck verloren geht. Hansi Kubsch und Kurt Kempf hatten den VfB sogar zwei Mal in Führung gebracht. Die Runde beendete die Lohmühle-Elf am 24. April 1949 mit einer 0:3-Heimniederlage gegen den Tabellendritten VfL Osnabrück. Vor 14.000 Zuschauern war der Gastgeber dabei im Angriff in der Besetzung mit Gerhard Ihns, Karl Wenzel, Kurt Kempf, Hansi Kubsch und Willi Winter aufgelaufen. In seinen 22 Rundeneinsätzen mit fünf Toren hatte Kubsch auch den Meister Hamburger SV überzeugt und er unterschrieb zur Saison 1949/50 das Vertragsangebot von der Rautenelf an der Alster.
Trainer Georg Knöpfle kam als neuer Trainer von Arminia Hannover und brachte Jupp Posipal mit; daneben wurde der Spielerkader des HSV aber auch noch mit Rolf Rohrberg, Herbert Klette, Werner Harden, Otto Globisch und dem Eigengewächs Jochenfritz Meinke bestückt. In den ersten zwei Rundenspielen stand Kubsch als Halbstürmer gegen Holstein Kiel (2:1) und Harburger TB (3:2) in der siegreichen HSV-Elf. Danach dauerte es aber bis zum 2. April 1950, ehe er zum dritten Rundeneinsatz bei einer 3:4-Auswärtsniederlage bei Hannover 96 kam. Beim Start in die Endrunde um die deutsche Fußballmeisterschaft am 28. Mai 1950 in Kiel gegen Union Oberschöneweide (7:0) stürmte er ein weiteres Mal in einem Pflichtspiel für den Nordmeister. Gegen die Stammbesetzung im Angriff des Nordmeisters mit Manfred Krüger, Edmund Adamkiewicz, Rolf Rohrberg, Herbert Wojtkowiak und Erich Ebeling hatte Kubsch nichts ausrichten können.
Im Dezember 1949 hatte Kubsch mit den Rautenträgern eine Portugalreise mit zwei Spielen erlebt. Als Höhepunkt dieser Saison stellte sich die mehrwöchige USA-Tournee nach dem Saisonende heraus. Als Veranstalter fungierte der Deutsch-Amerikanische Fußball-Bund (DAFB). Sechs Siege in sechs Spielen waren das sportliche Resultat, aber das Rahmenprogramm war weit intensiver, denn die Delegation lernte mehr Lokalitäten als Fußballplätze kennen. Am 26. Mai kamen die USA-Reisenden wieder in Hamburg an, zwei Tage später fand das Spiel gegen Oberschöneweide statt. Am Ende – der HSV verlor nach einer 2:0-Halbzeitführung am 4. Juni gegen Kickers Offenbach das Zwischenrundenspiel – fehlten den weltläufigen Hamburgern die Kraft, vielleicht hatten sie sich mit der USA-Reise im Mai zu viel zugemutet. Nach einer Runde beim HSV wurde der Vertrag aufgelöst und Kubsch schloss sich zur Saison 1950/51 dem Oberligakonkurrenten SC Concordia Hamburg an.
Bei den Rot-Schwarzen vom Stadion Marienthal erlebte Kubsch drei Jahre Kampf gegen den Abstieg. In seiner ersten und zweiten Runde, 1950/51 und 1951/52, wurde die Klasse jeweils mit dem 12. Rang gehalten. In beiden Runden absolvierte der zumeist als Halbstürmer oder Außenläufer eingesetzte Mittelfeldspieler an der Seite von Mitspielern wie Ingo Röhrig (Torhüter), Herbert Dannemann, Werner Heitkamp und Kurt Hinsch jeweils alle 30 Rundenspiele und erzielte acht Tore für „Cordi“. In der dritten Saison, 1952/53, wurde Trainer Walter Risse im Januar durch Erwin Reinhardt ersetzt, am Rundenende stieg Concordia aber mit einem Punkt Rückstand zum Harburger TB in das Amateurlager ab. Verletzungsbedingt hatte Kubsch in nur 19 Ligaspielen (2 Tore) mitwirken können. Neben der Dramatik des Abstiegskampfes ragten die Spiele um den DFB-Pokal heraus: In der ersten Hauptrunde wurden die favorisierte Mannschaft von Borussia Dortmund mit einem 4:3 und in der zweiten Runde der VfB Mühlburg aus Karlsruhe wiederum mit einem 4:3-Heimerfolg ausgeschaltet. Im Viertelfinale verloren Kubsch und Kollegen mit 1:2 in einem Auswärtsspiel beim SV Waldhof Mannheim. In allen drei Begegnungen hatten Werner Ackermann, Dannemann und Kubsch die Läuferreihe von Concordia gebildet.
Nach dem Abstieg gehörte Kubsch 1953/54 der Meistermannschaft von „Cordi“ in der Amateurliga Hamburg an, welche mit 53:7 Punkten den Titel gewonnen hatte. In der Oberligaaufstiegsrunde konnte sich der Hamburger Vertreter aber nicht gegen den VfL Wolfsburg, Bremen 1860 und den Heider SV behaupten. Kubsch beendete im Sommer 1954 seine Spieleraktivität bei Concordia und schloss sich wieder dem VfB Lübeck in der Amateurliga Schleswig-Holstein an.

### Wieder in Lübeck, 1954 bis 1956
Beim Oberligaabsteiger übernahm der Rückkehrer ab dem 1. November 1954 die Rolle des Spielgestalters – Concordia hatte die Freigabe verweigert – und erzielte zehn Tore in 22 Ligaspielen. Kurz vor Rundenbeginn nahm Ex-Nationalspieler Herbert Panse seine Arbeit als Trainer auf. Gemeinsam erlebten alle beim VfB die emotionalste Saison der bis dahin gut 35-jährigen Vereinsgeschichte. Nach einem enttäuschenden Herbst war die fest anvisierte Aufstiegsrunde aus dem Blick geraten. Dann gelang die Wende: Der VfB gewann 17 Spiele in Serie und sicherte sich schon einen Spieltag vor Saisonende die Aufstiegsrunde. Besonders die unvergleichliche Lohmühlen-Atmosphäre lieferte in den letzten drei Heimspielen Gänsehaut-Gefühle und 38.000 Zuschauer waren gegen Phönix Lübeck, VfR Neumünster und den Heider SV auf die Lohmühle gekommen. Vor allem das 1:0 am 10. April 1955 gegen den späteren Vizemeister und Oberliga-Aufsteiger aus Neumünster, in dem „Hansi“ Kubsch das „goldene Tor“ erzielte, war an Dramatik kaum zu überbieten.
Auch in die Aufstiegsrunde startete der VfB erfolgreich, doch dann beendete die „Kubsch-Affäre“ am grünen Tisch die Oberligarückkehr. Als Vorgeschichte geht voraus: Hans Kubsch war am 5. Juli 1954 aus dem Sportclub Concordia ausgetreten und die Concorden verweigerten die Freigabe. Begründung: Der Spieler sei noch 37,40 Mark Beiträge schuldig. Die Hamburger schickten den Pass ohne Freigabevermerk an den VfB, die Grün-Weißen beteuerten, diesen Brief nie erhalten zu haben. Deshalb wendeten sich die Lübecker an den für sie zuständigen Schleswig-Holsteinischen Fußballverband (SHFV) in Kiel und von dort kam ein gültiger Pass mit Freigabe zum 1. November 1954. Über ein halbes Jahr lang spielte Kubsch sodann unbehelligt für die Lübecker und trug seinen Teil zur Meisterschaft bei. Erst in der laufenden Aufstiegsrunde wurde von Concordia Protest beim zuständigen Norddeutschen Fußball-Verband (NFV) eingelegt.
Am Pfingstsonnabend wurde durch das NFV-Sportgericht entschieden: „Die vom SHFV erteilte Spielerlaubnis an den Spieler Kubsch verstieß gegen § 11 der Spielordnung des DFB. Die Aufstiegsspiele des VfB Lübeck gegen Nordhorn (15.5./2:0) und Havelse (22.5./1:0) werden für ungültig erklärt und sind zu wiederholen.“ Das Urteil traf den VfB in der größten Euphorie. Einen Tag, bevor im Rückspiel gegen Havelse der Aufstieg schon perfekt gemacht werden konnte, warf es Spieler und Fans völlig aus der Bahn. Geschockt verloren die Grün-Weißen – ohne den gesperrten Kubsch – beim 2:4 gegen Havelse erstmals seit exakt einem halben Jahr wieder ein Pflichtspiel. Auch in der Berufungsverhandlung wurde der Spruch des Sportgerichts bestätigt. Die Konzentration der Spieler war dahin. Sie konnten den Schalter nicht mehr umlegen.
Zwar bescherte das als sportlich ungerecht empfundene Kubsch-Urteil dem VfB vielerorts Fürsprecher. Doch eine Saison, die Höhepunkt der Vereinsgeschichte hätte sein können, sah am Ende mehr als nur den Oberliga-Traum zerstört.
Kubsch ging mit dem VfB in die Saison 1955/56 in der Amateurliga Schleswig-Holstein; es wurde aber eine wenig erbauliche Runde. Zwischenzeitlich waren die grün-weißen Titelverteidiger bis auf den 15. Platz abgerutscht und landeten am Rundenende doch noch auf dem 5. Rang. Kubsch hatte in 30 Ligaeinsätzen vier Tore erzielt. Im Rundenverlauf stellte sich die Vereinsführung als chaotisch heraus, der Sport wurde fast zur Nebensache. Eine Prüfung der Ausgabebelege förderte Verstöße gegen die geltenden Amateurbestimmungen zutage, nach denen nur Oberliga-Vertragsspieler mit dem Fußball auch Geld verdienen durften. „17 fragwürdige Punkte, die nach den bestehenden Amateurgesetzen als umstritten anzusehen wären“, so das Sport-Megaphon, kamen in der Sportgerichtsverhandlung zur Sprache. Die Rede war von Kilometergeldern in beträchtlicher Höhe (Kubsch selbst soll monatlich 2000 Kilometer zu 15 Pfennigen abgerechnet haben), von Baukostenzuschüssen für Spieler und Funktionäre und von einem „Sonderkonto“ für Ligaobmann Holtz. Das Sportgericht kannte angesichts dieser Indizien keine Gnade. Dem VfB wurden acht Punkte abgezogen. Von Rang zwei rutschten die Grün-Weißen Anfang Februar 1956 auf Rang fünf zurück. Im Sommer 1956 beendete „Hansi“ Kubsch seine Spielertätigkeit beim VfB Lübeck und kehrte nach Hamburg zurück.

### Ausklang als Spielertrainer
Die Saison 1956/57 verbrachte er beim Harburger TB, danach folgte die Runde 1957/58 beim TSV Buchholz 08 in der Verbandsliga Hamburg, Staffel Hansa. Zur Runde 1958/59 übernahm Kubsch den Ahrensburger TSV in der Verbandsliga Hamburg, Staffel Hammonia und führte als Spielertrainer den TSV auf Anhieb zur Meisterschaft und zum Aufstieg in die Amateurliga Hamburg.